# Margo Smith
Margo Smith, nata Betty Lou Miller (Dayton, 9 aprile 1939 – Franklin, 23 gennaio 2024), è stata una cantante statunitense.

## Biografia
Margo Smith nacque a Dayton, nell'Ohio, il 9 aprile 1939.
Durante gli anni '70, divenne una popolare cantante country, con due singoli al primo posto nelle classifiche country, Don't Break the Heart That Loves You e It Only Hurts for a Little While, entrambe cover country di canzoni tradizionali pop. Pubblicò il suo primo album I'm a Lady nel 1971.
Morì a Franklin, nel Tennessee, il 23 gennaio 2024 all'età di 84 anni.

## Discografia parziale

### Album in studio
- 1971 – I'm a Lady
- 1975 – Margo Smith
- 1976 – Song Bird
- 1977 – Happiness
- 1978 – Don't Break the Heart That Loves You
- 1979 – A Woman
- 1979 – Just Margo
- 1980 – Diamonds and Chills
- 1981 – Ridin' High
- 1989 – Back in the Swing
- 1991 – Just the Beginning
- 1992 – Wishes
- 1992 – God's Bigger Than Wall Street
- 1993 – Swiss, Cowboy and Country
- 2005 – Nothing to Lose

### Raccolte
- 1989 – The Soft Side of Margo: Greatest Hits
- 2015 – The Very Best of Margo Smith

## Premi
- ASACP Awards
  - 1979: "Country Artist of the Year"
- CCMA Awards
  - 2001: "Living Legend Award"